# DASSY Europe
DASSY Europe is een Belgisch bedrijf dat zich toelegt op de productie van werkkleding. Het is opgericht in 2007 en produceert diverse soorten werkkleding, zoals broeken en jassen. Het hoofdkantoor is gevestigd in Brugge, België. 

## Geschiedenis
Het bedrijf vindt zijn oorsprong bij Derere Industries, een industriële wasserijgroep gespecialiseerd in verhuur en onderhoud van linnen, textiel en bedrijfskleding. In 1986 begon dit bedrijf met de productie en distributie van werkkleding onder de naam Dress Confect. Als spin-off van Dress Confect, werd in 2007 door de familie Derere, DASSY Europe bv opgericht. In 2022 nam de investeringsmaatschappij Dovesco de onderneming over.
Het bedrijf ondersteunt verschillende maatschappelijke initiatieven door middel van sponsoring. Sinds 2022 steunt het Athletes for Hope, een non-profitorganisatie opgericht door Marc Herremans. Bovendien is de onderneming vanaf 2018 een officiële partner van voetbalclub FC Utrecht.

## Producten en productie
Het assortiment van de onderneming bestaat uit werkkleding, veiligheidskleding, werkschoenen en accessoires, geproduceerd in Sri Lanka. De onderneming bedient geen eindgebruikers rechtstreeks, maar maakt gebruik van een netwerk van dealers. In 2022 werd een project voor de uitbreiding van het geautomatiseerde distributiecentrum, uitgevoerd in samenwerking met logistiek adviesbureau Logflow, bekroond met de 'Logistics Project of the Year Award'.